# Dluhomil (1123)
Dluhomil, někdy označovaný jako Dlúhomil († 8. července 1123) byl český předák, hradský správce a možný předek rodu Bavorů ze Strakonic.

## Život
O Dluhomilovi se dozvídáme jen díky zmínce z Kosmovy kroniky české, když společně s mnoha předáky, jmenovitě Humprechtem, Gilbertem a Jindřichem Zdíkem vykonal pouť do Jeruzaléma. Jeho dřívější život je neznámý, snad se jednalo o hradského správce.
| „                       | V měsíci březnu putovali předák Dluhomil, Humprecht, Gilbert a Jindřich, jinak Zdík, a jiní s nimi do Jeruzaléma; někteří tam zahynuli; předák Dluhomil zemřel již za návratu 8. července. | “ |
| — Kosmova kronika česká | |   |

Jeho vztah k Bavorům ze Strakonic ovšem nelze přesně vymezit, podle historika Miroslava Svobody nelze Dluhomila k rodu Bavorů ze Strakonic nijak zařadit. Jediný důkaz o příbuznosti je jméno Dluhomil, které bylo zvláště v počátcích rodu Bavorů ze Strakonic oblíbené.